# Tuquan

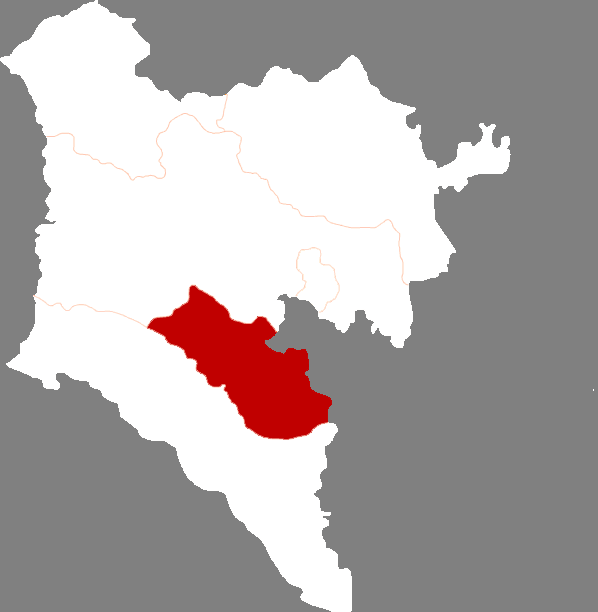
Lage Tuquans im Hinggan-Bund

Tuquan (chinesisch 突泉县, Pinyin Tūquán Xiàn; mongolisch ᠲᠦᠴᠢᠤᠸᠠᠨ ᠰᠢᠶᠠᠨ Tüčiuvan siyan) ist ein Kreis des Hinggan-Bundes im Osten des Autonomen Gebiets Innere Mongolei der Volksrepublik China. Im Osten grenzt er an die Provinz Jilin. Er hat eine Fläche von 4.800 km² und ca. 310.000 Einwohner (2004).

## Administrative Gliederung
Auf Gemeindeebene setzt sich Tuquan aus sechs Großgemeinden, drei Gemeinden und einer Staatsfarm zusammen. Diese sind:
| Großgemeinde Tuquan (突泉镇), Hauptort, Sitz der Kreisregierung; Großgemeinde Baoshi (宝石镇); Großgemeinde Dong Durulj (东杜尔基镇); Großgemeinde Liuhu (六户镇); Großgemeinde Shuiquan (水泉镇); | Großgemeinde Yong’an (永安镇); Gemeinde Jiulong (九龙乡); Gemeinde Taiping (太平乡); Gemeinde Xuetian (学田乡); Staatsfarm Dong Durulj (东杜尔基国营农场); |